# سررو ال بائل

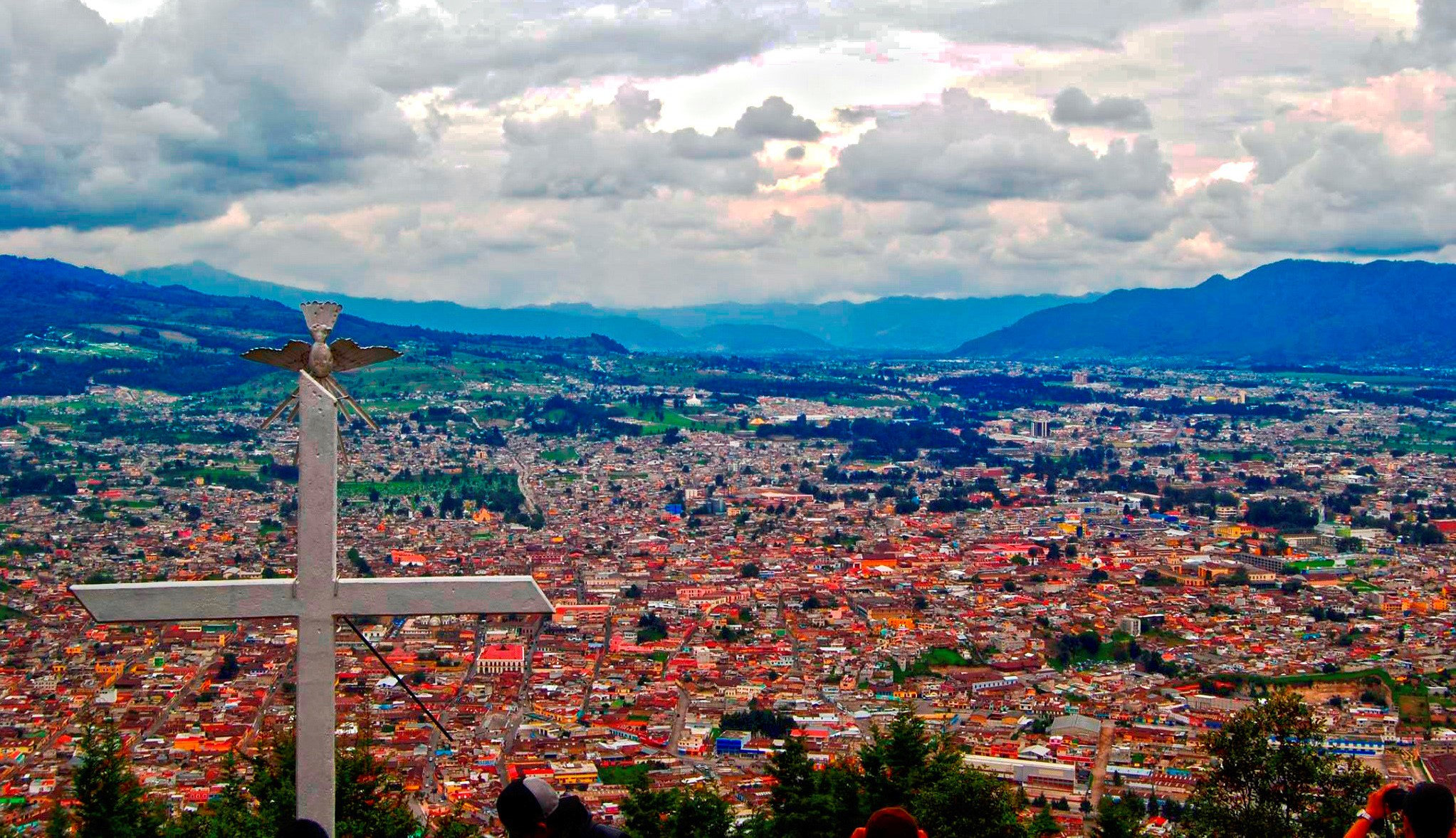
سررو ال بائل

سررو ال بائل (به اسپانیایی: Cerro El Baúl) یک منطقهٔ مسکونی در گواتمالا است که در Quetzaltenango (department), Guatemala واقع شده‌است.